# ماجد الغانمي
ماجد الغانمي، نائب وزير الموارد البشرية والتنمية الاجتماعية بالسعودية. عُين بأمر ملكي في 30 أغسطس 2019، بعد إعفاء الدكتورة تماضر الرماح. عمل الغانمي في عدد من المنظمات الدولية والمحلية، وتولى منصب الرئيس التنفيذي للتشغيل في البنك السعودي البريطاني (ساب)، ومدير تكامل الخدمات الإلكترونية بشركة الاتصالات السعودية، وكبير التنفيذين لمشاريع شركة سيرنر.

## التعليم
حصل الغانمي على شهادة الماجستير في إدارة الأعمال من جامعة الملك سعود، وشهادة أخرى للماجستير في علوم الكمبيوتر من نفس الجامعة، ودرجة البكالوريوس في علوم الكمبيوتر.